# Bence Mervó
Bence Mervó (Mosonmagyaróvár, 5 marzo 1995) è un calciatore ungherese, attaccante del Siófok.

## Caratteristiche tecniche
Mervó è un centravanti forte fisicamente,  veloce e dotato di un potente tiro dalla distanza con entrambi i piedi. Le sue qualità di visione di gioco e nel dribbling gli permettono di essere utilizzato anche nel ruolo di trequartista.

## Carriera

### Club
Inizia a giocare con lo Hegyeshalmi SC, piccola squadra dell'omonima cittadina delle vicinanze di Mosonmagyaróvár sua città natale. Nel 2006 viene prelevato dal Győri ETO che lo inserisce nel proprio settore giovanile. Nel 2013 ha esordito nella massima serie ungherese in occasione dell'ultima giornata di campionato rilevando al 66' minuto Nemanja Andrić nel match vinto 5-0 contro il Mezőkövesd-Zsóry; nello stesso anno ha inoltre vinto la Supercoppa ungherese continuando ad alternarsi tra prima e seconda squadra. Il 31 luglio 2015 viene acquistato dall'MTK Budapest, ma dopo neanche due mesi dopo il 10 settembre dopo non aver collezionato nemmeno una presenza si trasferisce in Svizzera venendo acquistato dal Sion che lo inserisce nel proprio settore giovanile. Il 29 febbraio 2016 viene girato in prestito ai polacchi dello Śląsk Wrocław ben figurando con 4 reti messe a segno in 10 presenze che gli valgono il rinnovo del prestito per la stagione successiva. Il campionato seguente lo vedo deludere le aspettative con l'unico gol segnato in Coppa di Polonia a fronte delle 11 presenze con zero reti in campionato facendo terminare anticipatamente il prestito. Rientrato al Sion il 28 febbraio viene acquistato a titolo definitivo dal DAC Dunajska Streda club slovacco della minoranza ungherese militante nella massima serie. Nella restante parte di stagione rimane a lungo ai box per via di una fratture alle dita dei piedi, la stagione seguente con l'arrivo in panchina di Marco Rossi seppur di poco per via dell'infortunio riesce a giocare con maggiore continuità segnando negli ottavi di finale di Coppa di Slovacchia contro lo Spartak Medzev l'unica rete con la squadra, subentrando al 64' minuto a Erik Pačinda e segnando undici minuti dopo la rete del 4-1 nella partita che terminerà poi 5-1 a favore della sua squadra. A fine stagione torna in patria tornando a distanza di quattro anni al Gyor in NBII. Tornato a giocare con maggiore continuità mette insieme 17 presenze e due reti prima di incappare in un nuovo infortunio portandolo a trovare un accordo per la risoluzione del contratto avvenuta il 15 febbraio 2019. Dopo dieci giorni passati da svincolato firma un contratto triennale con il Budafok rimanendo sempre nella seconda divisione. Fermato dall'infortunio, esordisce con il club rossonero solo la stagione seguente, mettendo insieme un totale di 11 minuti contro Budaörs e prima di subire una ricaduta, mettendo fine anzitempo alla stagione. Tornato a disposizione solamente nell'annata successiva con la squadra promossa automaticamente in massima serie dopo lo stop del campionato a causa del COVID-19 dopo pochi scampoli di partita, e neanche un tempo di gioco messo assieme in due anni di permanenza, viene mandato in prestito allo Szentlőrinci, società neopromossa della NBII, per consentirgli di effettuare maggiore minutaggio. Le ottime prestazioni fornite tre gol in 16 presenze e la salvezza raggiunta con svariate giornate d'anticipo convincono il club a riscattarlo a fine stagione. Al termine della stagione 2022-23 con la retrocessione giunta ai play-out contro il BVSC Budapest e un'annata vissuta sotto al di sotto delle aspettative, lasciano il giocatore svincolato. Il 10 ottobre 2024 firma un contratto con il Siófok, squadra militante in Nemzeti Bajnokság III, la terza divisione ungherese.

### Nazionale
Ha segnato un gol in 3 presenze negli Europei Under-19 del 2014.
Il 1º giugno 2015, al suo esordio al Mondiale Under-20, realizza una splendida tripletta contro la Corea del Nord.
Va a segno anche nella seconda giornata della fase a gironi contro il Brasile. Segna anche nell'ottavo di finale perso 2-1 con la Serbia dopo i tempi supplementari, chiudendo quindi il suo torneo con 5 reti in 4 presenze, grazie alle quali vince il titolo di capocannoniere del torneo.
Il 12 agosto 2015 esordisce con l'Under-21 ungherese in una partita amichevole contro l'Italia.

## Statistiche

### Presenze e reti nei club
Statistiche aggiornate al 6 luglio 2017.
| Stagione                   | Squadra                    | Campionato          | Campionato | Campionato | Coppe nazionali | Coppe nazionali | Coppe nazionali | Coppe continentali | Coppe continentali | Coppe continentali | Altre coppe | Altre coppe | Altre coppe | Totale | Totale |
| Stagione                   | Squadra                    | Comp                | Pres       | Reti       | Comp            | Pres            | Reti            | Comp               | Pres               | Reti               | Comp        | Pres        | Reti        | Pres   | Reti   |
| -------------------------- | -------------------------- | ------------------- | ---------- | ---------- | --------------- | --------------- | --------------- | ------------------ | ------------------ | ------------------ | ----------- | ----------- | ----------- | ------ | ------ |
| 2013-2014                  | Győri ETO II               | NBIII               | 12         | 8          | -               | -               | -               | -                  | -                  | -                  | -           | -           | -           | 12     | 8      |
| 2014-2015                  | Győri ETO II               | NBIII               | 12         | 5          | -               | -               | -               | -                  | -                  | -                  | -           | -           | -           | 12     | 5      |
| Totale Győri ETO II        | Totale Győri ETO II        |                     | 24         | 13         |                 | -               | -               |                    | -                  | -                  |             | -           | -           | 24     | 13     |
| 2013-2014                  | Győri ETO                  | NBI                 | 1          | 0          | MK+MKL          | -               | -               | UCL                | -                  | -                  | MS          | 0           | 0           | 1      | 0      |
| 2014-2015                  | Győri ETO                  | NBI                 | 5          | 0          | MK+MKL          | 0+2             | 0+0             | UEL                | 0                  | 0                  | -           | -           | -           | 7      | 0      |
| lug.-set. 2015             | MTK Budapest               | NBI                 | 0          | 0          | MK              | -               | -               | UEL                | -                  | -                  | -           | -           | -           | 0      | 0      |
| set. 2015-feb. 2016        | Sion                       | SL                  | 0          | 0          | CS              | -               | -               | UEL                | -                  | -                  | -           | -           | -           | 0      | 0      |
| feb.-giu. 2016             | Śląsk Breslavia            | EK                  | 10         | 4          | PP              | -               | -               | -                  | -                  | -                  | -           | -           | -           | 10     | 4      |
| 2016-feb. 2017             | Śląsk Breslavia            | EK                  | 11         | 0          | CP              | 1               | 1               | -                  | -                  | -                  | -           | -           | -           | 12     | 1      |
| Totale Śląsk Wrocław       | Totale Śląsk Wrocław       |                     | 21         | 4          |                 | 1               | 1               |                    | -                  | -                  |             | -           | -           | 22     | 5      |
| feb.-giu. 2017             | DAC Dunajská Streda        | SL                  | 3          | 0          | SP              | -               | -               | -                  | -                  | -                  | -           | -           | -           | 3      | 0      |
| 2017-2018                  | DAC Dunajská Streda        | SL                  | 7          | 0          | SP              | 2               | 1               | -                  | -                  | -                  | -           | -           | -           | 9      | 1      |
| Totale DAC Dunajská Streda | Totale DAC Dunajská Streda |                     | 10         | 0          |                 | 2               | 1               |                    | -                  | -                  |             | -           | -           | 12     | 1      |
| 2018-feb. 2019             | Győri ETO                  | NBII                | 17         | 2          | MK              | 1               | 1               | -                  | -                  | -                  | -           | -           | -           | 18     | 3      |
| Totale Győri ETO           | Totale Győri ETO           |                     | 23         | 2          |                 | 3               | 1               |                    | 0                  | 0                  |             | 0           | 0           | 26     | 3      |
| feb.-giu. 2019             | Budafok                    | NBII                | 0          | 0          | MK              | -               | -               | -                  | -                  | -                  | -           | -           | -           | 0      | 0      |
| 2019-2020                  | Budafok                    | NBII                | 2          | 0          | MK              | 0               | 0               | -                  | -                  | -                  | -           | -           | -           | 2      | 0      |
| 2020-gen. 2021             | Budafok                    | NBI                 | 3          | 0          | MK              | 1               | 0               | -                  | -                  | -                  | -           | -           | -           | 4      | 0      |
| Totale Budafok             | Totale Budafok             | Totale Budafok      | 5          | 0          |                 | 1               | 0               |                    | -                  | -                  |             | -           | -           | 6      | 0      |
| gen.-giu. 2021             | Szentlőrinci               | NBII                | 16         | 3          | MK              | -               | -               | -                  | -                  | -                  | -           | -           | -           | 16     | 3      |
| 2021-2022                  | Szentlőrinci               | NBII                | 21         | 2          | MK              | 0               | 0               | -                  | -                  | -                  | -           | -           | -           | 21     | 2      |
| 2022-2023                  | Szentlőrinci               | NBII                | 27         | 1          | MK              | 1               | 0               | -                  | -                  | -                  | -           | -           | -           | 28     | 1      |
| Totale Szentlőrinci        | Totale Szentlőrinci        | Totale Szentlőrinci | 64         | 6          |                 | 1               | 0               |                    | -                  | -                  |             | -           | -           | 65     | 6      |
| ot. 2024-2025              | Siófok                     | NBIII               | 11         | 3          | MK              | -               | -               | -                  | -                  | -                  | -           | -           | -           | 11     | 3      |
| Totale carriera            | Totale carriera            | Totale carriera     | 158        | 28         |                 | 8               | 3               |                    | 0                  | 0                  |             | 0           | 0           | 166    | 31     |

## Palmarès

### Club

#### Competizioni nazionali
- Supercoppa d'Ungheria: 1

Győri ETO: 2013

### Individuale
- Scarpa d'oro del campionato del mondo Under-20: 1

Nuova Zelanda 2015 (5 gol, a pari merito con Viktor Kovalenko)